# Фундуклей, Иван Иванович
Ива́н Ива́нович Фундукле́й (15 [26] сентября 1799, Елисаветград — 22 августа [3] сентября 1880, Москва) — действительный тайный советник, киевский губернатор (1839—1852), историк, краевед и меценат. Почётный гражданин Киева (1872).

## Биография
Сын миллионера-откупщика греческого происхождения И. Ю. Фундуклея, которому в начале 1820-х годов принадлежали несколько домов в Одессе, местечко Гурзуф в Крыму и провиант-магазины Севастополя. Родственник сенатора М. И. Комбурлея.
Получил домашнее образование. Вначале служил мелким чиновником на одесской почте, затем в канцелярии Комитета министров в Санкт-Петербурге. В 1831 году поступил на должность чиновника особых поручений при генерал-губернаторе Новороссийского края графе М. С. Воронцове, который заметил его рачительность и стал продвигать по службе. К 1837 году выслужил дворянство и получил герб. В 1838 году получил чин коллежского асессора и должность волынского вице-губернатора.

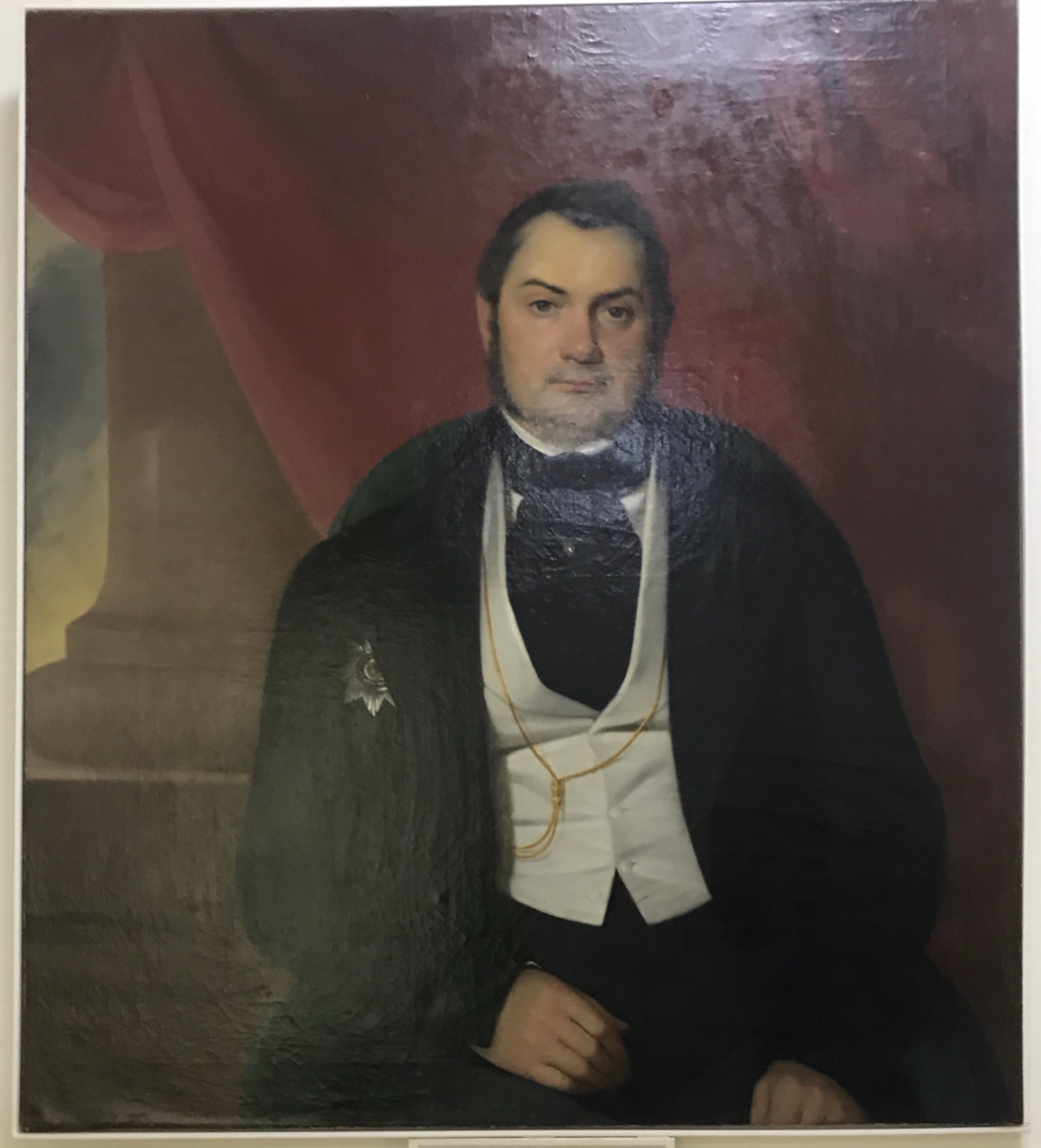
Генрих Гольпейн, «Портрет Ивана Фундуклея», 1840-е—1950-е. Национальный музей истории Украины, Киев

С 1839 по 1852 год занимал должность киевского гражданского губернатора. Эти 13 лет его губернаторства, покончившего на время с коррупцией, запомнились как едва ли не лучшие в истории губернии. По свидетельству генерал-адъютанта И. С. Фролова, когда император Николай I поручил Третьему отделению собрать сведения, кто из 56 губернаторов не берёт взяток даже с откупщиков, таковых оказалось только двое: киевский губернатор И. И. Фундуклей и ковенский А. А. Радищев. На это император заметил: «Что не берёт взяток Фундуклей — это понятно, потому что он очень богат, ну а если не берёт их Радищев, значит, он чересчур честен». Вскоре Радищев потерял свою должность.
Дважды, в ноябре 1847 и в феврале 1850 года, киевский губернатор Фундуклей устраивал в честь французского писателя Бальзака торжественные обеды — в своём дворце, на углу нынешних улиц Институтской и Липской. В 1866 году предоставил принадлежащий ему в Одессе хлебный склад для размещения Ришельевской гимназии.
В 1852 году тайный советник Фундуклей был переведён сенатором в Варшавский департамент Правительствующего сената. С мая 1855 года генеральный контролёр Царства Польского и председательствующий в Высшей счётной палате. В 1864 году получил чин действительного тайного советника. С 1865 года вице-председатель государственного совета Царства Польского. С этого времени в периоды отсутствия наместника в Варшаве управлял всей гражданской частью польских губерний.
В январе 1867 года переехал в Санкт-Петербург с назначением членом Государственного совета (своего рода почётная отставка). В 1876 году Фундуклей оставил государственную службу и переехал в Москву, где поселился на Тверском бульваре. Удостоен всех высших орденов империи до ордена Св. Апостола Андрея Первозванного включительно (1874). Похоронен в московском Донском монастыре.

## Благоустройство Киева
В губернаторство Фундуклея главной магистралью Киева стал Крещатик. На юго-западе города от Печерской площади на месте Солдатской слободы в 1835—1845 годах был сооружён военный госпиталь. По «канцелярским рецептам» губернатора реконструировали Подол и прилегающие к нему переулки. Благодаря Фундуклею была завершена реконструкция Софийской площади, вымощены мостовая на Андреевском спуске (имел огромное значение для соединения Верхнего города с Подолом), улицы Московская, Дворцовая, Софийская, Михайловская, Житомирская и Крещатик; через Днепр перекинут украсивший город Николаевский цепной мост.

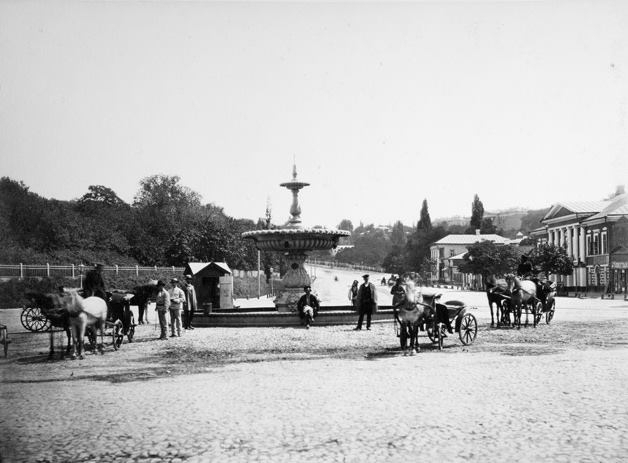
Фонтан «Иван» на Театральной (теперь — Европейской) площади в Киеве

В первый год правления Фундуклея по его инициативе в районе университета был заложен ботанический сад. Фундуклею жители Киева обязаны и первым водопроводом. За его счёт был создан фонтан новой водопроводной системы с мраморной чашей и бассейном на Театральной площади, который киевляне стали называть «Иван» или «Фундуклеевский» в его честь.
В Контрактовом доме на Подоле Фундуклей устраивал сельскохозяйственные, фабричные и художественные выставки. Также губернатор ввёл традицию дворянских собраний в Киеве, оказывал материальное и организационное содействие созданию общественного фонда предоставления помощи больным, бедным и путешественникам.
Фундуклей постоянно опекал детские приюты, больницы, школы, делал значительные пожертвования в различные благотворительные фонды, наладил службу сбора пошлин, улучшил содержание заключённых в тюрьмах. После наводнения 1845 года, когда вода в Днепре поднялась на 779 сантиметров и затопила весь Подол и часть Оболони, Фундуклей основал традицию помощи пострадавшим от стихии. При нём в Киеве открылась первая в стране общедоступная женская гимназия, в которой учились поэтесса Анна Ахматова, оперная певица Ксения Держинская, историк Наталья Меньшова (Полонская-Василенко), просветитель и общественный деятель София Русова и многие другие.
Фундуклей лично финансировал строительные проекты, к воплощению которых привлекал отца и сына Беретти. Среди них Императорский университет Святого Владимира, Киевская обсерватория, пансион графини Левашовой, Анатомический театр, Первая мужская гимназия.
Согласно воспоминаниям Н. С. Лескова, киевляне называли своего губернатора «дьячок» и «прекрасная испанка»:

Он был одинокий, довольно скучный человек, тучного телосложения и страдал неизлечимыми и отвратительными лишаями. <…> Лишаи немножко успокаивались, но потом опять разыгрывались — пузырились, пухли, чесались и не давали богачу нигде ни малейшего покоя. Для Фундуклея было устроено так, что он покрывал стёганым набрюшником поражённое лишаём место, надевал на себя длинное ватное пальто, сшитое «английским сюртуком», брал зонтик и шёл гулять с своею любимою пегою левреткою. Он делал свою гигиеническую прогулку через час после обеда, вечером, когда — думалось ему — его не всякий узнает, для чего он ещё тщательно закрывался зонтиком. Разумеется, все эти старания скромного губернатора не вполне достигали того, чего он желал: киевляне узнавали Фундуклея и, по любви к этому тихому человеку, давали ему честь и место. Образованные люди, заметив его большую фигуру, закрытую зонтиком, говорили: «Вот идёт прекрасная испанка», а простолюдины поверяли по нём время, сказывая: «Седьмой час — вон уже дьяк с горы спускается».

## Память
- Одна из центральных улиц Киева с 1869 года называлась в его честь Фундуклеевской. Впоследствии переименована в улицу Ленина, а затем в улицу Богдана Хмельницкого.
- В честь И. И. Фундуклея в 1876 году названа железнодорожная станция Фундуклеевка в посёлке Александровка (ныне Кировоградская область).

## Сочинения
В истории Киева Фундуклей известен как ревностный хранитель старины. Созданные им труды, в том числе и на основании собственных археологических изысканий, послужили толчком для многих историков, и в первую очередь краеведов, к участию в работе по созданию подробных описаний Киева. Труды свои губернатор издавал за собственный счёт:
- «Обозрение Киева и Киевской губернии по отношению к древностям» (в 2-х тт., 1847)
- «Обозрение могил, валов и городищ Киевской губернии» (1848)
- «Статистическое описание Киевской губернии» (1852).

### Для дополнительного чтения
- Ковалинский В. В. Губернатор Фундуклей // Меценаты Киева. — Киев : Кий, 1998. — С. 5—28. — 528 с. — 3000 экз. — ISBN 966-7161-05-06.